# Gnetum hainanense
Gnetum hainanense C.Y.Cheng ex L.K.Fu, Y.F.Yu & M.G.Gilbert – gatunek rośliny z rodziny gniotowatych (Gnetaceae Blume). Występuje naturalnie w Chinach – w prowincjach Fujian (południowa część), Guangdong, Kuejczou, Hajnan oraz Junnan (południowo-wschodnia część), a także w regionie autonomicznym Kuangsi. 

## Morfologia
PokrójWiecznie zielone, zdrewniałe liany.
LiścieMają kształt od podłużnie owalnego do podłużnie eliptycznego. Mierzą 10–15 cm długości i 3–7,5 cm szerokości. Są skórzaste. Blaszka liściowa jest o klinowej nasadzie i krótko spiczastym wierzchołku. Ogonek liściowy jest nagi i dorasta do 8–12 mm długości.
KwiatySą jednopłciowe, zebrane w szyszki przypominające kłosy. Oś szyszki jest nierozgałęziona. Kwiaty męskie zebrane są po 60–80, z 15–20 płonnymi kwiatami żeńskimi, mierzą do 1,5–3 cm długości. Kwiaty żeńskie zebrane są po 8–9.
NasionaJako roślina nagonasienna nie wykształca owoców. Nasiona mają kształt od elipsoidalnego do cylindrycznego i osiągają 19–21 mm długości.

## Biologia i ekologia
Roślina dwupienna. Rośnie w wiecznie zielonych lasach. Występuje na wysokości do 900 m n.p.m. Kwiaty są zapylane od lutego do lipca, natomiast nasiona dojrzewają od lipca do grudnia.